# Jacek Bayer
Jacek Bayer (ur. 29 grudnia 1964 w Białymstoku) – polski trener piłkarski oraz piłkarz, grający na pozycji napastnika.

## Kariera piłkarska
Jacek Bayer to wychowanek Jagiellonii Białystok, który na czas służby wojskowej zasilił szeregi białostockiej Gwardii. Wrócił do zespołu wiosną 1986 roku, jako najlepszy snajper III ligi mazursko-mazowieckiej. Błyskawicznie stał się czołowym strzelcem, również w II lidze. W sezonie 1986/87 z 23 bramkami został królem strzelców II ligi. Po awansie do ekstraklasy w dalszym ciągu był skutecznym zawodnikiem. Zaowocowało to powołaniem do reprezentacji Polski przez ówczesnego selekcjonera Wojciecha Łazarka. 12 kwietnia 1987 w meczu eliminacji do mistrzostw Europy wystąpił przeciwko Cyprowi w Gdańsku (45 minut drugiej połowy). Był to jedyny występ Bayera w zespole narodowym. Jednocześnie był to pierwszy występ jakiegokolwiek piłkarza Jagiellonii w reprezentacji Polski (drugi był 10.10.2009 Kamil Grosicki z przegranym 2:0 meczu eliminacji Mistrzostw Świata z Czechami).
W 1989 roku wyjechał z reprezentacją Polski U-23, na turniej do Delhi (Indie), gdzie w meczu z gospodarzami zdobył gola. W sezonie 1989/90 odszedł do Widzewa Łódź. W tej drużynie także należał do najlepszych strzelców polskiej ligi. Rok później, po spadku do II ligi łódzkiej jedenastki, zmienił klub na także II-ligową Siarkę Tarnobrzeg. W zespole z Podkarpacia był w dalszym ciągu doskonałym snajperem w parze z Cezarym Kucharskim. Gdy zrezygnował z gry w tarnobrzeskim klubie, musiał pauzować przez około rok, zgodnie z przepisami PZPN. Dopiero po tym okresie wrócił do Białegostoku, do II-ligowej Jagiellonii. W sezonie 1993/94 zajął 3. miejsce wśród najlepszych strzelców II ligi z 12 golami. Mimo tego sukcesu, działacze zrezygnowali z jego usług. Przeszedł wówczas do III-ligowego KP Wasilków, w którego barwach strzelał w dalszym ciągu mnóstwo goli, będąc także przez krótki okres trenerem piłkarzy wasilkowskich.
Kolejne lata zawodnik spędził na grze w takich klubach jak: Wigry Suwałki (III liga), Hetman Białystok (III liga) oraz ponownie KP Wasilków. Następnie reprezentował barwy STP Adidas Suwałki i Sparty Szepietowo w IV lidze. Tutaj także był najskuteczniejszym zawodnikiem w zespole. Karierę kończył grając amatorsko w B-klasowym Piaście Białystok. Jeden z najlepszych, obok Tomasza Frankowskiego i nieżyjącego już Piotra Sieliwonika, napastnik w dziejach Jagiellonii. Typ egzekutora, który w czasie meczu głównie oczekiwał na podania od partnerów, ale wówczas, gdy nadarzała się okazja, objawiał się jako bezlitosny strzelec. Często zdobywał bramki głową, jak również z rzutów karnych.

## Kariera reprezentacyjna
| l.p. | Data             | Miejsce | Przeciwnik | Rezultat | Rozgrywki       | Grał   | Uwagi |
| ---- | ---------------- | ------- | ---------- | -------- | --------------- | ------ | ----- |
| 1.   | 12 kwietnia 1987 | Gdańsk  | Cypr       | 0-0      | elim. Euro 1988 | od 46' |       |

## Kariera trenerska
Od sezonu 2004/05 do września 2011 Bayer piastował funkcje trenera seniorów Piasta Białystok oraz grup juniorskich tego klubu.
Od stycznia 2012 roku pełnił funkcję trenera IV-ligowej Sparty Augustów. Klub ten prowadził przez pięć i pół roku do lipca 2017. Następnie objął funkcję drugiego trenera beniaminka III-ligi Tura Bielsk Podlaski.